# جيمس إل. بنتلي
جيمس إل. بنتلي (بالإنجليزية: James L. Bentley)‏ هو سياسي أمريكي، ولد في 15 يونيو 1927 بمقاطعة أبسون في الولايات المتحدة، وتوفي في 7 نوفمبر 2003. حزبياً، نشط في الحزب الديمقراطي والحزب الجمهوري.